# Veterupristisaurus
Veterupristisaurus (лат.) — род тероподных динозавров из группы тетанур, живших во времена позднеюрской эпохи на территории Танзании.
Род Veterupristisaurus по результатам проведённых исследований отнесён к семейству Carcharodontosauridae и помещён в кладограмме в качестве сестринского таксона рода Acrocanthosaurus. Данный вид является самым ранним среди известных науке представителей семейства.